# Kąt trójścienny
Kąt trójścienny – część przestrzeni ograniczona przez powierzchnię będącą sumą mnogościową trzech niewspółpłaszczyznowych półprostych o wspólnym początku i kątów płaskich wyznaczonych przez każdą parę z tych półprostych. Zazwyczaj kąt trójścienny uzupełniany jest o jego brzeg.
Niewspółpłaszczyznowość półprostych gwarantuje, że kąt trójścienny nie jest półprzestrzenią ani kątem dwuściennym.

## Własności wypukłego kąta trójściennego
- Suma miar dwóch kątów płaskich jest większa od miary trzeciego kąta.
- Suma miar kątów płaskich kąta trójściennego jest mniejsza niż {\displaystyle 2\pi .}